# Томай (Леовський район)
Томай (рум. Tomai) — село в Леовському районі Молдови. Утворює окрему комуну.